# Donald Duck Vijftig-reeks
De Donald Duck Vijftig-reeks bestaat tot op heden uit 23 stripboeken met 50 kleine strips, steeds van een ander Disney-stripfiguur. De stripboeken worden uitgegeven door Sanoma Uitgevers.
Ze worden vanaf 2002 uitgegeven. Walt Disney Studios verzorgde de 700 strips. De reeks die in softcover werd gedrukt, is nog steeds te koop.

## Lijst van uitgaven
1. 50 vrolijke grappen van de Duckies (2002)
2. 50 vrolijke ontboezemingen uit Katrien's dagboek (2003)
3. 50 vrolijke boswandelingen met de Jonge Woudlopers (2004)
4. 50 vrolijke miskleunen van Donald Duck (2004)
5. 50 vrolijke ondernemingen van Dagobert Duck (2005)
6. 50 vrolijke schoolvoorbeelden van de Duckies (2005)
7. 50 smakelijke schranspartijen van Gijs Gans (2006)
8. 50 vrolijke stommiteiten van Donald Duck (2006)
9. 50 vrolijke verzinsels van Willie Wortel (2007)
10. 50 vrolijke misverstanden tussen Donald en Katrien (2007)
11. 50 vrolijke grappen van Mickey en Goofy (2008)
12. 50 goedkope streken van oom Dagobert (2008)
13. 50 vliegensvlugge hoogstandjes van Dombo (2009)
14. 50 apenstreken van de Duckies (2009)
15. 50 domme blunders van Donald Duck (2010)
16. 50 hondsbrutale streken van Pluto (2010)
17. 50 vrolijke belevenissen van de Familie Duck (2011)
18. 50 malle avonturen van Donald Duck (2011)
19. 50 pietluttigheden van Donald Duck & Oom Dagobert (2012)
20. 50 dwaze voorvallen van Donald Duck (2012)
21. 50 zuinige momenten met Oom Dagobert (2013)
22. 50 sportgrappen met de Duckies (2013)
23. 50 hilarische blunders van Donald Duck (2014)

## Bron
- Nederland: Vijftig-reeks, I.N.D.U.C.K.S.